# Semidonta marumonis
Semidonta marumonis är en fjärilsart som beskrevs av M.Gaede 1930. Semidonta marumonis ingår i släktet Semidonta och familjen tandspinnare. Inga underarter finns listade i Catalogue of Life.